# Brook-Motorcycles
Brook-Motorcycles GmbH ist der Name eines Schweizer Motorradherstellers in Zollikofen, BE, der Serienmotorräder in
Custombike-Optik herstellt.

## Geschichte
Das Unternehmen entstand aus einer Zusammenarbeit der beiden Motorradbauer und -Customizer Michael Brandtner und Radja Stritzko 2015 nach langjähriger Entwicklungs und Vorbereitungszeit.

## Modellpalette

### Brook Chopper
Dieses Modell ist ein sogenannter Chopper, der durch seine puristische Optik an die Motorrad-Kultur der 1960er Jahre erinnert.
Besondere technische Eigenschaften sind unter anderem das starre Rahmendreieck und die vielen eloxierten CNC-Aluteile. Es gibt ihn als 125 cm³ und 250 cm³ Motoren-Variante. Die Entwicklungszeit betrug 3 Jahre.
| Version | Leistung       | Gewicht | Zylinder | Baujahre |
| ------- | -------------- | ------- | -------- | -------- |
| 125 cm³ | 7,7 kW / 11 PS | 110 kg  | 1        | 2015–    |
| 250 cm³ | 12 kW / 17 PS  | 115 kg  | 1        | 2015–    |